# Khoa học nông nghiệp
Khoa học nông nghiệp (tiếng Anh: Agricultural science) là một lĩnh vực sinh học, bao gồm các phần của khoa học chính xác, tự nhiên, kinh tế và xã hội, được sử dụng trong thực hành và hiểu biết về nông nghiệp. Các chuyên gia về khoa học nông nghiệp được gọi là nhà khoa học nông nghiệp hoặc nhà nông học.

## Phân ngành
- Công nghệ sinh học nông nghiệp (Agricultural biotechnology)
- Hóa học nông nghiệp
- Đa dạng hóa nông nghiệp (Agricultural diversification)
- Giáo dục nông nghiệp (Agricultural education)
- Kinh tế nông nghiệp (Agricultural economics)
- Kỹ thuật nông nghiệp
- Địa lý nông nghiệp (Agricultural geography)
- Triết học nông nghiệp (Agricultural philosophy)
- Marketing nông nghiệp (Agricultural marketing)
- Khoa học đất nông nghiệp (Agricultural soil science)
- Agroecology (tiếng Anh)
- Agrophysics (tiếng Anh)
- Khoa học về động vật
  - Nhân giống vật nuôi
  - Chăn nuôi
  - Dinh dưỡng cho động vật
- Quản lý trang trại (Farm management)
- Nông học
  - Thực vật học
  - Theoretical production ecology (tiếng Anh)
  - Trồng trọt
  - Nhân giống cây trồng
  - Phân bón
- Nuôi trồng thủy sản
- Kỹ thuật sinh học
  - Kỹ thuật di truyền
- Tuyến trùng học (Nematology)
- Vi sinh vật học
  - Bệnh học thực vật
- Range management (tiếng Anh)
- Khoa học môi trường
- Côn trùng học
- Khoa học thực phẩm
  - Dinh dưỡng cho con người
- Thủy lợi và Tài nguyên nước
- Khoa học đất
  - Agrology
- Quản lý chất thải
- Khoa học cỏ dại (Weed science)

## Phân biệt với "nông nghiệp" và "nông học"
Các thuật ngữ "nông nghiệp", "khoa học nông nghiệp" và "nông học" thường bị nhầm lẫn. Tuy nhiên, chúng bao gồm các khái niệm khác nhau:
- Nông nghiệp là một tập hợp các hoạt động biến đổi môi trường để sản xuất động vật và thực vật cho con người sử dụng. Nông nghiệp liên quan đến các kỹ thuật, bao gồm cả việc áp dụng các nghiên cứu nông học.
- Nông học là nghiên cứu và phát triển liên quan đến việc nghiên cứu và cải tiến cây trồng dựa trên thực vật.